# Desa Hargomulyo (administrativ by i Indonesien, Yogyakarta, lat -7,86, long 110,07)
Desa Hargomulyo är en administrativ by i Indonesien.   Den ligger i provinsen Yogyakarta, i den västra delen av landet, 400 km sydost om huvudstaden Jakarta.